# کورنلیا
کورنلیا (لاتین: Cornelia؛ ۹۷ – ۶۹ پیش از میلاد) نخستین همسر ژولیوس سزار و مادر تنها دختر وی، ژولیا، بود. کورنلیا که دختر لوسیوس کورنلیوس کینا بود، از طریق رابطه خونی یا به دلیل ازدواج، با اکثر شخصیت‌های تاثیرگذار سال‌های پایانی جمهوری روم، رابطه خویشاوندی داشت.

## خانواده
کورنلیا دختر لوسیوس کورنلیوس کینا، یکی از سیاستمداران برجسته رومی در جریان جنگ و جدال بین گایوس ماریوس و لوکیوس کورنلیوس سولا، بود. پدر او به طرز بی‌سابقه‌ای برای چهار سال متوالی به عنوان کنسول روم در میان سال‌های ۸۷ تا ۸۴ پیش از میلاد، انتخاب شده بود و در نهایت در جریان شورش سربازانش کشته شد. او که در جریان جنگ داخلی از ماریوس طرفداری کرده بود، پس از مرگش، خانواده خود را در برابر سولا آسیب‌پذیر قرار داد.
کینا از همسرش، آنیا، دو دختر و یک پسر داشت. نام آن پسر لوسیوس بود و اینگونه که پیداست، نام هر دو دختر کورنلیا بود که یکی از آن‌ها به کورنلیای مهتر و دیگری به کورنلیای کهتر معروف بود که در نهایت خواهر جوان‌تر با سزار ازدواج کرده بود. گرچه، عناوین «مهتر» و «کهتر» بخشی از نام‌های خواهران نبودند و تنها برای مشخص کردن آن‌ها و به دلیل فاصله سنی‌شان از این واژگان استفاده می‌شد. همچنین از آنجایی که کورنلیا نام بسیار رایجی در روم بود، همسر سزار با نام «کورنلیای کینا» (Cornelia Cinnae) نیز شناخته شده بود.

## ازدواج با سزار
سوئتونیوس در تاریخ خود، «دوازده سزار»، عنوان داشته که ازدواج کورنلیا و ژولیوس سزار پس از مرگ پدر سزار و در شانزده سالگی وی روی داده است. بر اساس تاریخ سوئتونیوس، سزار در ۱۰۰ پیش از میلاد متولد شد و بدین طریق، پدرش در ۸۵ یا ۸۴ پیش از میلاد درگذشته است. احتمالاً، ازدواج او با کورنلیای کینا در سال ۸۳ پیش از میلاد روی داده است، زمانی که سزار هفده ساله بوده و کورنلیا نیز کمی از وی جوان‌تر بوده کورنلیا به سزار یک دختر به نام ژولیا داد که تنها دختر قانونی دیکتاتور آینده روم بود.
پس از بازگشت سولا به رم، سزار جوان یکی از کسانی بود که توجه او را به خود جلب کرد. عمه سزار، ژولیا، همسر ماریوس بود، ماریوس کهتر، پسر ماریوس و کنسول روم در سال ۸۲ پیش از میلاد، یکی از پسر عمه‌های سزار بود که پس از شکست از سولا و سقوط شهر، خودکشی کرده بود. گایوس ماریوس و کینا، سزار را به عنوان یکی از پریستارهای معابد خدایان رومی برگزیدند و با ازدواج سزار با دختر کینا، بر اعتبار این سیاستمدار جوان افزوده شده بود. با ورود سولا به شهر، او سزار را به عنوان یک رقیب بالقوه می‌دید و به او دستور داد تا از کورنلیا طلاق بگیرد.
با این حال، سزار از این دستور سرپیچی کرد و از شهر گریخت. اما به دلیل میانجی‌گری دوستان و خویشاوندان بیشمار سزار در رم، در نهایت سولا اجازه بازگشت او را داد و سزار نیز به خانه پیش کورنلیا بازگشت.

## مرگ
مرگ کورنلیا در آغاز کوایستوری (یک مقام در روم باستان، مرتبط با خزانه‌داری) ژولیوس سزار در سال ۶۹ یا ۶۸ پیش از میلاد روی داد، یعنی سیزده سال پس از ازدواجشان. سزار در این زمان برای مراسم ختم عمه‌اش ژولیا در اسپانیا بود. گفته شده مرگ کورنلیا در اثر زایمان بوده است، هرچند تاریخ‌نگاران معاصر در این رابطه مطمئن نیستند.
پس از بازگشت از اسپانیا، سزار با پومپیا، نوه سولا ازدواج کرد. دختر خود او، ژولیا، نیز به عقد پومپه در آمد. همین مسئله منجر به نزدیکی سزار و پومپه و دوست پومپه، یعنی کراسوس شد. این سه نفر، در نهایت حکومت سه نفره را برپا داشتند. مرگ ژولیا در سال ۵۴ پیش از میلاد یکی از عوامل تاثیرگذار در سقوط جمهوری روم بود.